# Heterochelus pachyglutus
Heterochelus pachyglutus är en skalbaggsart som beskrevs av Christian Rudolph Wilhelm Wiedemann 1823. Heterochelus pachyglutus ingår i släktet Heterochelus och familjen Melolonthidae. Inga underarter finns listade i Catalogue of Life.